# Division Nationale 2008-2009
La Division Nationale 2008-2009, nota anche come BGL Ligue 2008-2009 per motivi di sponsorizzazione, è stata la novantacinquesima edizione della massima serie del campionato lussemburghese di calcio. È iniziata il 2 agosto 2008 e si è conclusa il 28 maggio 2009. Il F91 Dudelange ha vinto il campionato per l'ottava volta, la quinta consecutiva. Capocannoniere del torneo è stato Pierre Piskor, calciatore del Differdange 03, con 30 reti.

## Stagione

### Novità
Dalla Division Nationale 2007-2008 erano stati retrocessi il Wiltz 71 (perdente lo spareggio promozione/retrocessione), il Victoria Rosport e il Pétange, mentre dalla Éirepromotioun 2007-2008 erano stati promossi il Rumelange, il Fola Esch e lo Steinfort (vincente lo spareggio promozione/retrocessione).

### Formula
Le quattordici squadre partecipanti si sono affrontate in un girone all'italiana con partite di andata e ritorno per un totale di 26 giornate. Al termine del campionato la prima classificata era designata campione del Lussemburgo e ammessa al secondo turno preliminare della UEFA Champions League 2009-2010. Le squadre seconda e terza classificate venivano ammessa in UEFA Europa League 2009-2010, assieme alla vincitrice della coppa nazionale. Le ultime due classificate venivano retrocesse direttamente in Éirepromotioun, mentre la dodicesima classificata affrontava la terza classificata in Éirepromotioun in un play-off promozione/retrocessione.

## Squadre partecipanti
| Squadra            | Stagione | Città            | Stagione precedente                |
| ------------------ | -------- | ---------------- | ---------------------------------- |
| Avenir Beggen      | dettagli | Beggen           | 5º posto nella Division Nationale  |
| Differdange 03     | dettagli | Differdange      | 7º posto nella Division Nationale  |
| Etzella Ettelbruck | dettagli | Ettelbruck       | 4º posto nella Division Nationale  |
| F91 Dudelange      | dettagli | Dudelange        | Campione del Lussemburgo           |
| Fola Esch          | dettagli | Esch-sur-Alzette | 2º posto in Éirepromotioun         |
| Grevenmacher       | dettagli | Grevenmacher     | 6º posto nella Division Nationale  |
| Jeunesse Esch      | dettagli | Esch-sur-Alzette | 3º posto nella Division Nationale  |
| Käerjeng 97        | dettagli | Bascharage       | 10º posto nella Division Nationale |
| Progrès Niedercorn | dettagli | Niederkorn       | 11º posto nella Division Nationale |
| RU Luxembourg      | dettagli | Lussemburgo      | 2º posto nella Division Nationale  |
| R.M. Hamm Benfica  | dettagli | Lussemburgo      | 8º posto nella Division Nationale  |
| Rumelange          | dettagli | Rumelange        | 1º posto in Éirepromotioun         |
| Steinfort          | dettagli | Steinfort        | 3º posto in Éirepromotioun         |
| Swift Hesperange   | dettagli | Hesperange       | 9º posto nella Division Nationale  |

## Classifica finale
|  | Pos. | Squadra            | Pt | G  | V  | N  | P  | GF | GS | DR  |
|  | ---- | ------------------ | -- | -- | -- | -- | -- | -- | -- | --- |
|  | 1.   | F91 Dudelange      | 62 | 26 | 19 | 5  | 2  | 70 | 18 | +52 |
|  | 2.   | Differdange 03     | 51 | 26 | 15 | 6  | 5  | 51 | 37 | +14 |
|  | 3.   | Grevenmacher       | 46 | 26 | 12 | 10 | 4  | 55 | 29 | +26 |
|  | 4.   | Jeunesse Esch      | 46 | 26 | 12 | 10 | 4  | 45 | 27 | +18 |
|  | 5.   | Fola Esch          | 39 | 26 | 11 | 6  | 9  | 43 | 42 | +1  |
|  | 6.   | R.M. Hamm Benfica  | 37 | 26 | 10 | 7  | 9  | 38 | 29 | +9  |
|  | 7.   | Progrès Niedercorn | 36 | 26 | 9  | 9  | 8  | 53 | 44 | +9  |
|  | 8.   | Etzella Ettelbruck | 32 | 26 | 8  | 8  | 10 | 43 | 48 | -5  |
|  | 9.   | Käerjeng 97        | 31 | 26 | 9  | 4  | 13 | 39 | 42 | -3  |
|  | 10.  | RU Luxembourg      | 30 | 26 | 8  | 6  | 12 | 45 | 48 | -3  |
|  | 11.  | Swift Hesperange   | 29 | 26 | 8  | 5  | 13 | 29 | 41 | -12 |
|  | 12.  | Rumelange          | 27 | 26 | 7  | 6  | 13 | 34 | 48 | -14 |
|  | 13.  | Steinfort          | 21 | 26 | 5  | 6  | 15 | 21 | 54 | -33 |
|  | 14.  | Avenir Beggen      | 13 | 26 | 3  | 4  | 19 | 16 | 75 | -59 |

Legenda:
      Campione del Lussemburgo e ammessa alla UEFA Champions League 2009-2010.
      Ammessa alla UEFA Europa League 2009-2010.
 Ammessa ai play-off promozione/retrocessione.
      Retrocessa in Éirepromotioun 2009-2010.
Note:
Tre punti a vittoria, uno a pareggio, zero a sconfitta.

## Risultati
|                    | Ave  | Dif  | Dud  | EtE  | Fol  | Gre  | JeE  | Käe  | PrN  | RFC  | RMH  | Rum  | Ste  | SwH  |
| ------------------ | ---- | ---- | ---- | ---- | ---- | ---- | ---- | ---- | ---- | ---- | ---- | ---- | ---- | ---- |
| Avenir Beggen      | –––– | 0-2  | 0-2  | 0-1  | 1-4  | 1-2  | 0-2  | 1-1  | 0-3  | 1-0  | 0-4  | 0-2  | 0-0  | 1-3  |
| Differdange 03     | 1-1  | –––– | 1-4  | 2-1  | 2-3  | 2-2  | 2-1  | 1-4  | 4-0  | 2-2  | 2-0  | 2-1  | 1-1  | 2-1  |
| F91 Dudelange      | 5-0  | 1-2  | –––– | 2-0  | 4-3  | 1-3  | 4-0  | 3-1  | 3-0  | 6-0  | 1-1  | 3-2  | 9-0  | 4-2  |
| Etzella Ettelbruck | 2-3  | 3-1  | 0-3  | –––– | 3-0  | 3-0  | 2-2  | 1-1  | 4-4  | 3-3  | 1-1  | 0-2  | 2-0  | 2-0  |
| Fola Esch          | 3-1  | 2-3  | 0-2  | 1-4  | –––– | 2-2  | 3-0  | 0-1  | 2-0  | 3-0  | 1-0  | 0-0  | 2-4  | 3-1  |
| Grevenmacher       | 6-1  | 2-0  | 0-0  | 6-0  | 1-1  | –––– | 1-1  | 3-3  | 0-0  | 0-0  | 1-0  | 1-3  | 4-0  | 0-1  |
| Jeunesse Esch      | 1-1  | 1-1  | 1-1  | 3-1  | 1-1  | 3-1  | –––– | 4-0  | 2-3  | 2-1  | 1-0  | 3-1  | 0-0  | 0-0  |
| Käerjeng 97        | 2-0  | 1-3  | 0-3  | 2-3  | 0-1  | 0-2  | 1-4  | –––– | 3-1  | 2-1  | 2-1  | 3-0  | 1-2  | 0-0  |
| Progrès Niedercorn | 8-0  | 2-3  | 1-1  | 2-2  | 4-0  | 1-4  | 2-2  | 2-1  | –––– | 3-3  | 0-2  | 3-3  | 3-0  | 1-1  |
| RFCU Luxembourg    | 9-0  | 2-2  | 0-2  | 3-1  | 2-2  | 1-3  | 0-2  | 1-4  | 0-1  | –––– | 3-02 | 3-4  | 3-1  | 1-0  |
| R.M. Hamm Benfica  | 5-0  | 0-1  | 1-1  | 3-1  | 2-2  | 2-2  | 1-1  | 1-0  | 3-0  | 0-2  | –––– | 4-2  | 2-1  | 1-3  |
| Rumelange          | 3-0  | 1-3  | 0-1  | 0-0  | 4-1  | 1-1  | 0-2  | 0-5  | 1-5  | 1-2  | 0-0  | –––– | 2-1  | 0-1  |
| Steinfort          | 3-1  | 0-3  | 0-3  | 1-1  | 0-2  | 1-5  | 0-3  | 2-1  | 0-0  | 0-2  | 0-1  | 3-0  | –––– | 1-1  |
| Swift Hesperange   | 1-3  | 1-3  | 0-1  | 3-2  | 0-1  | 1-3  | 0-3  | 2-0  | 0-4  | 3-1  | 1-3  | 1-1  | 2-0  | –––– |

## Spareggio promozione-retrocessione
|           | Risultati |               | Luogo e data           |
| --------- | --------- | ------------- | ---------------------- |
| Rumelange | 2 - 0     | Erpeldange 72 | Beggen, 1º giugno 2009 |
|           |           |               |                        |

## Statistiche

### Classifica marcatori
| Gol |  |  | Giocatore           | Squadra            |
| --- |  |  | ------------------- | ------------------ |
| 30  |  |  | Pierre Piskor       | Differdange 03     |
| 20  |  |  | Didier Chaillou     | Progrès Niedercorn |
| 20  |  |  | Daniel Huss         | Grevenmacher       |
| 16  |  |  | Tomasz Gruszczyński | F91 Dudelange      |
| 13  |  |  | Tony Vairelles      | F91 Dudelange      |